# Keblov
Keblov település Csehországban, a Benešovi járásban. Keblov Hulice, Loket, Strojetice, Trhový Štěpánov, Bernartice és Mnichovice településekkel határos. Lakosainak száma 188 fő (2024. január 1.).

## Népesség
A település lakosságának változását az alábbi diagram mutatja:
| Lakosok száma | 438  | 477  | 470  | 307  | 255  | 175  | 180  | 183  | 187  | 188  |
|               | 1869 | 1900 | 1921 | 1961 | 1980 | 2011 | 2016 | 2019 | 2021 | 2024 |